# 坎普頓鎮區 (伊利諾伊州凱恩縣)
坎普頓鎮區（英語：Canpton Township）是位於美國伊利諾伊州凱恩縣的一個行政鎮區。

## 地方資料
根據2010年美國人口普查的數據，坎普頓鎮區的面積為89.30平方千米，當中陸地面積為89.00平方千米，而水域面積為0.30平方千米。當地共有人口17564人，而人口密度為每平方千米196.69人。